# کابل دوقلومحور

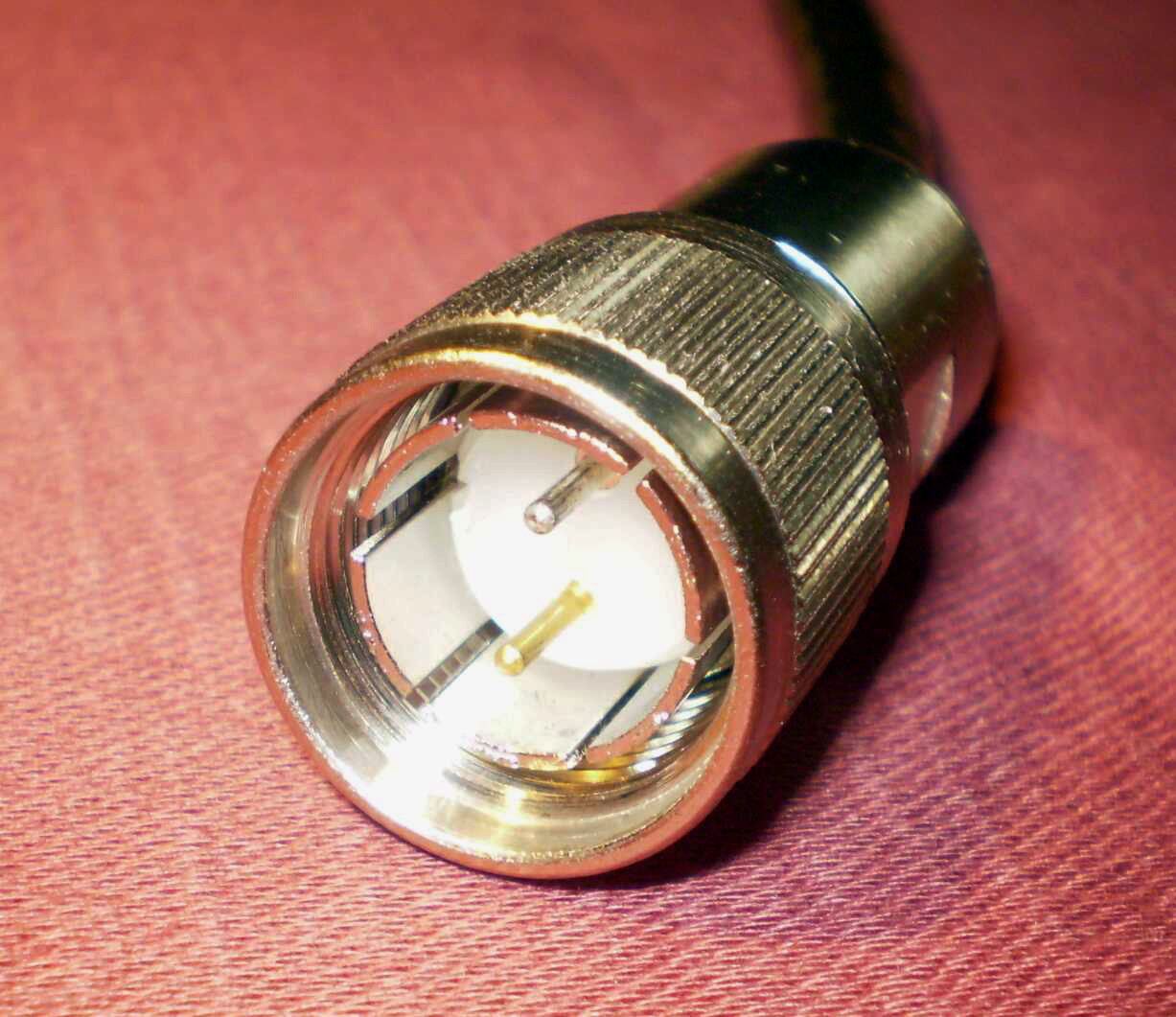
دوشاخه دومحوری (سبک استفاده شده توسط آی‌بی‌ام؛ طرح‌های دیگر وجود دارد)

کابل دوقلومحور (به انگلیسی: Twinaxial cab) یا آسه‌دوقلو (به انگلیسی: twinax) یا تویناکس نوعی کابل شبیه به کابل هم‌محور است، اما دارای دو رسانای داخلی در یک زوج به‌هم‌تابیده به‌جای یکی است. به دلیل بازدهی هزینه، در کاربردهای سیگنال‌دهی تفاضلی با سرعت بالا با برد بسیارکوتاه نوین (۲۰۱۳) رایج شده است.

## کاربردهای قدیمی

### آی‌بی‌ام
از نظر تاریخی، دوقلومحور کابلی مشخص شده برای پایانه‌ها و چاپگرهای آی‌بی‌ام ۵۲۵۰ بود که با میزبان‌های آی‌بی‌ام سیستم/۳۴، سیستم/۳۶، سیستم/۳۸، و آی‌بی‌ام ای‌اس/۴۰۰ و با دستگاه‌های آی‌بی‌ام پاور سیستم که آی‌بی‌ام آی را اجرا می‌کردند، استفاده می‌شد. انتقال داده‌ها نیمه‌دوطرفه، انتقال متعادل، در ۱ مگابیت بر ثانیه، روی یک زوج بهم‌تابیده ۱۱۰ اهمی تک شیلد است.

#### لایه فیزیکی
سیگنال‌ها به صورت تفاضلی روی سیم‌ها در ۱ مگابیت بر ثانیه ارسال می‌شوند (۱ میکروثانیه بر بیت ± ۲٪، رمزگذاری منچستر، با پیش‌تاکید. رمزگذاری سیگنال فقط تقریباً تفاضلی است و کاملاً تفاضلی متعادل نیست. به‌طور کلی، یکی از دو خط سیگنال به ۰٫۳۲- ولت ± ۲۰٪ راه‌اندازی می‌شود، درحالی که دیگری حامل ۰ ولت است. این خود می‌تواند به عنوان دو سیگنال تفاضلی ۰٫۱۶± ولت روی یک ۰٫۱۶- ولت سطح حالت مشترک قرارگرفته، درنظرگرفته شود. با این حال، برای ارائه پیش‌تأکید، برای ۲۵۰ نانوثانیه (زمان ۱/۴ بیت) مورد اول پس از پایین آمدن سیگنال، خط سیگنال منفی به ۱٫۶- ولت راه‌اندازی می‌شود. در این مدت، ولتاژ حالت مشترک ۰٫۸- ولت است.
دوشاخه از دو پین همجنس تشکیل شده است.

#### لایه پیوند داده
به‌طور کلی، اولین فریم در یک پیام یک بایت فرمان است و فریم‌های بعدی داده‌های مرتبط هستند.

### ام‌آی‌ال-اس‌تی‌دی-۱۵۵۳
ام‌آی‌ال-اس‌تی‌دی-۱۵۵۳ مشخص می‌کند که گذرگاه داده باید دارای امپدانس مشخصه بین ۷۰ و ۸۵ اهم، باشد. در حالی که صنعت روی ۷۸ اهم استاندارد شده است به همین ترتیب صنعت به‌طور کلی کابلی به نام کابل آسه‌دوقلو که دارای امپدانس مشخصه ۷۸ اهم است استاندارد شده است.

## کاربردهای فعلی

### شبکه‌سازی (مسی اتصال‌مستقیم)

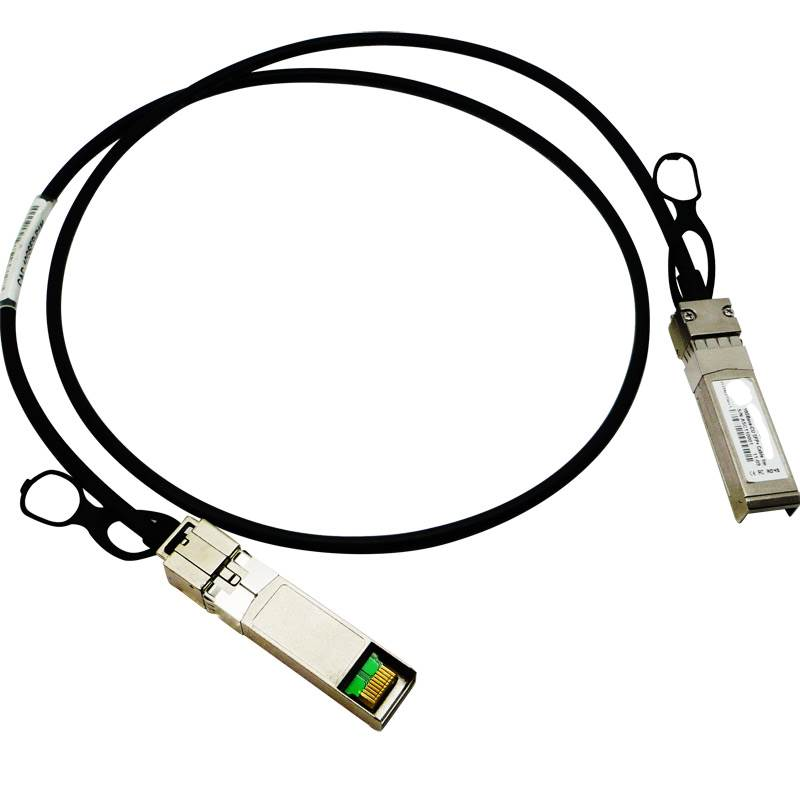
یک کابل دی‌ای‌سی دارای دو شاخه اس‌اف‌پی+ در هر انتها یکپارچه است.

مسی اتصال‌مستقیم (دی‌ای‌سی) نوعی کابل‌کشی استاندارد است که در اترنت پریزخور با ضریب-شکل کوچک مورد استفاده قرار می‌گیرد که در ابتدا با اس‌اف‌پی‌پلاس مسی اتصال‌مستقیم (10GSFP+Cu)، که اترنت ۱۰ گیگابیتی را از طریق یک مجموعه کابل آسه‌دوقلو فعال یا غیرفعال فراهم می‌کند و مستقیماً به محفظه اس‌اف‌پی‌پلاس متصل می‌شود. یک کابل آسه‌دوقلو فعال دارای قطعات الکترونیکی فعال در محفظه اس‌اف‌پی‌پلاس برای بهبود کیفیت سیگنال است. کابل آسه‌دوقلو غیرفعال عمدتاً فقط یک «سیم» مستقیم است و اجزای کمی دارد. به‌طور کلی، کابل‌های آسه‌دوقلو کوتاه‌تر از ۷ متر غیرفعال و کابل‌های بلندتر از ۷ متر فعال هستند، اما ممکن است از فروشنده‌ای به فروشنده دیگر متفاوت باشد. اس‌اف‌پی‌پلاس مسی اتصال‌مستقیم (دی‌ای‌سی) یک انتخاب محبوب برای اترنت 10G تا ۱۰متر به دلیل تأخیر کم و هزینه کم است.
| اندازه کابل ای‌دبلیوجیی | شعاع خمش مداوم        |
| ---------------------- | --------------------- |
| ۲۴                     | ۱٫۵ اینچ (۳۸ میلیمتر) |
| ۲۶                     | ۱٫۳ اینچ (۳۳ میلیمتر) |
| ۲۸                     | ۱٫۰ اینچ (۲۵ میلیمتر) |
| ۳۰                     | ۰٫۹ اینچ (۲۳ میلیمتر) |

کابلها نباید کمتر از حداقل شعاع خمش آنها، خم شوند که به اندازه کابل که در ای‌دبلیوجیی بیان می‌شود بستگی دارد. جدول سمت راست حداقل مقادیری را که معمولاً برای شعاع خمش مداوم اس‌اف‌پی+ پذیرفته شده خلاصه می‌کند.
این اس‌اف‌پی+ آسه‌دوقولو دی‌ای‌سی همچنین توسط برخی از سازندگان به‌عنوان "10GBASE-CR" یا "10GBASE-CR1" نامیده می‌شود، حتی اگر هیچ استاندارد IEEE یا استاندارد دیگری با آن نام وجود نداشته باشد.

#### نرخ‌های بالاتر
یک ۴۰ گیگابیت بر ثانیه کیواس‌اف‌پی+ (کواد اس‌اف‌پی‌پلاس) در سال ۲۰۱۲ تعریف شد. 802.3ba-2010 اترنت ۴۰ گیگابیتی را از طریق این اتصال به عنوان "40GBASE-CR4" و یک اتصال ۱۰۰ گیگابیتی روی سه مورد از این اتصالات به نام 100GBASE-CR10 (اکنون در مرحله حذف) تعریف می‌کند.
اس‌اف‌پی۲۸ که در ۲۸ گیگابیت بر ثانیه اجرا می‌شود برای اترنت ۲۵ گیگابیتی (25GBASE-CR1)، در سال ۲۰۱۴ تعریف شد. یک نسخه چهارگانه (کیواس‌اف‌پی۲۸) که قادر به اجرای ۱۰۰ گیگابیت بر ثانیه است هم تعریف شد.

### کابل‌های ساتا ۳٫۰

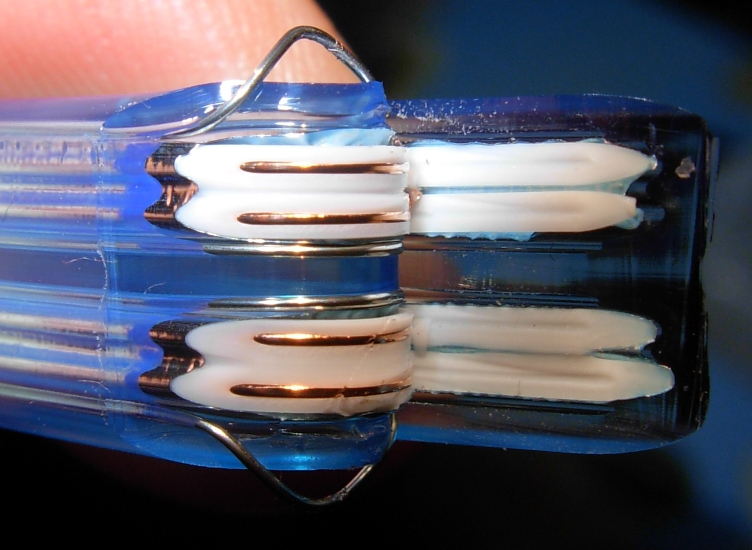
برش عرضی ساتا ۳٫۰ که رساناهای دوگانه آسه‌دوقلو را برای زوج‌های تفاضلی نشان می‌دهد.

کابل‌های ساتا ۳٫۰ با استفاده از آسه‌دوقلو اجرا می‌شوند.

### دیسپلی‌پورت
بسیاری از سازندگان کابل‌های دیسپلی‌پورت نیز از پیکربندی‌های آسه‌دوقلو برای سازگارساختن با الزامات سختگیرانه اتلاف جایگذاری، اتلاف بازگشت و هم‌شنوی مورد نیاز برای نرخ سیگنال دهی ۲٫۷ گیگابیت بر ثانیه استفاده می‌کنند.

### ام‌آی‌ال-اس‌تی‌دی-۱۵۵۳
کابل مورد استفاده برای اتصال درگاه و دستگاه‌های خرد ام‌آی‌ال-اس‌تی‌دی-۱۵۵۳ دارای امپدانس مشخصه ۷۸ اهم در ۱ مگاهرتز است. یک کابل زوج‌بهم‌تابیده ۲ رسانایی معروف به آسه‌دوقلو برای اتصال درگاه و دستگاه‌های خرد استفاده می‌شود.
یک دوشاخه سرنیزه‌ای هم‌مرکز معروف به «تی‌آربی» استفاده می‌شود.